# Адальберт II (граф Балленштедта)
Адальберт II Балленштедтський (прибл. 1030 — 1076/1083) — ранній член роду Асканіїв, був графом у Саксонії та фогтом Нінбурзького абатства.

## Біографія
Адельберт, який вперше згадується в акті 1033 року, народився в замку Балленштедт у саксонському Швабенгау, син графа Есіко з Балленштедта (пом. близько 1060) та його дружини Матильди, ймовірно, доньки герцога Германа II Швабського. Близько 1068 року він одружився з Адельгейдою Веймар-Орламюндською, донькою маркграфа Отто I Майсенського та його дружини Адели Лувенської, від якої у нього було два сина.
Адальберт був спадкоємцем великих володінь і став одним із провідних саксонських дворян. У 1069 році він був призначений графом у Нордтюрінггау, пізніше також у Саксонській східній марці. Згідно з хроністом Ламбертом Герсфельдським, Адальберт підтримував маркграфа Деді I у його конфлікті з королем Генріхом IV у 1069 році. Деді, член дому Веттінів, одружився на свекрусі Адальберта Аделі Лувенській, вдові з 1067 року, і претендував на тюрінгські володіння її померлого чоловіка, маркграфа Отто Мейсенського. Їхнє повстання не мало підтримки; обидва мусили здатися в короткий термін і були помилувані в 1070 р. Адальберт, однак, залишався лютим противником короля.
З 1072 року він брав участь у Саксонському повстанні під проводом графа Отто Нордхаймського та єпископа Бурхарда II Хальберштадтського, за що був заарештований після перемоги короля Генріха в битві при Лангензальці 1075 року. Навіть після свого звільнення приблизно через два роки він підтримував німецького антикороля Рудольфа Рейнфельденського, поки його нарешті не вбив, можливо, під час ворожнечі, у Вестдорфі біля Ашерслебена саксонським дворянином Егеном II Конрадсбургом.
Вдова Адальберта Аделаїда вийшла заміж за графа Лотарінгії Германа II з династії Ецзонідів і — у своєму третьому шлюбі — за графа Генріха Лаахського з дому Люксембург, батька її сина Зігфріда.

## Родина
Дружина — Адельгейда Веймар-Орламюндська, донька маркграфа Отто I Майсенського та його дружини Адели Лувенської.
Діти:
- Отто Багатий (бл. 1070—1123) — граф Балленштедта[1].
- Зігфрід (бл. 1075—1113) — граф Веймар-Орламюнде, пфальцграф Рейнський з 1095/97[1].